# Tito Amodei
Tito Amodei, pseudonimo di Ferdinando Amodei (Colli a Volturno, 11 marzo 1926 – Roma, 31 gennaio 2018), è stato uno scultore, pittore, critico d'arte e religioso italiano.
In attività fino alla morte, nonostante l'età avanzata e la malattia di Parkinson che gli condizionò soprattutto l'uso di una mano, ha operato dalla fine degli anni Cinquanta prevalentemente come scultore nel campo dell'arte sacra e monumentale.
Attraverso mostre, conferenze e pubblicazioni, ha promosso l'arte sacra attraverso un dibattito aperto alle più innovative forme espressive, sebbene non scevro di controversie, portando nella pratica artistica il messaggio del concilio Vaticano II.
Nel corso degli anni, Tito dissolve progressivamente le componenti figurative e concettuali presenti nelle sue opere in favore di un'astrazione geometrica elaborata dalle forme base del cilindro e del piano e dalla ricerca dell'equilibrio prospettico e luministico di pesi e volumi con lo spazio circostante. Le sue sculture più recenti - con l'eccezione parziale di quelle di committenza religiosa - sono strutture architettoniche in legno e meno frequentemente in bronzo e altri metalli, spesso di grandi dimensioni e commisurate per spazi aperti. Tra le sue opere figurano anche interventi decorativi per monumenti pubblici (come il monumento ai caduti di Colli a Volturno e San Giovanni a Piro) o santuari (santuario di San Gabriele dell'Addolorata).
Nel 2006, si è svolta una mostra dedicata alla sua produzione dal 1979 al 2005, comprendente sculture, disegni e incisioni, presso gli spazi espositivi del polo museale del Vittoriano a Roma. Due sue opere sono conservate nella collezione di arte contemporanea del Palazzo della Farnesina. Altre opere dell'artista - sculture, dipinti, incisioni - sono conservate ai Musei Vaticani, al Museo Staurós di Isola del Gran Sasso d'Italia,  allo SMAK di Gand, all'Albertina di Vienna e alla Kelvingrove Art Gallery and Museum di Glasgow, opera Spazio Forma Provvidenti 
(Italia, Molise - CB) presso il Maack 
Accanto alla produzione scultorea, è da menzionare anche quella grafica, dai disegni a matita su carta alle acqueforti e serigrafie e la scenografia dello spettacolo teatrale "Gilgamesh", del 1999, per la regia di Shahroo Kheradmand.
È morto la mattina del 31 gennaio 2018 nella sua cella ai piedi della Scala Santa in Roma all'età di 91 anni. Le esequie si svolgono il 2 febbraio nella cappella di San Lorenzo in Palatio. È sepolto nel cimitero dei padri Passionisti a Monte Argentario.
A partire dal 2021 viene distribuito in tutto il mondo il documentario Tito diretto da Vito Amodio.
Nel 2026 sarà distribuito In between, nuova edizione internazionale del film con scene inedite e un nuovo montaggio per quattro versioni nelle lingue italiana, inglese, francese e tedesca in formato 4K.  

## La formazione artistica e gli esordi

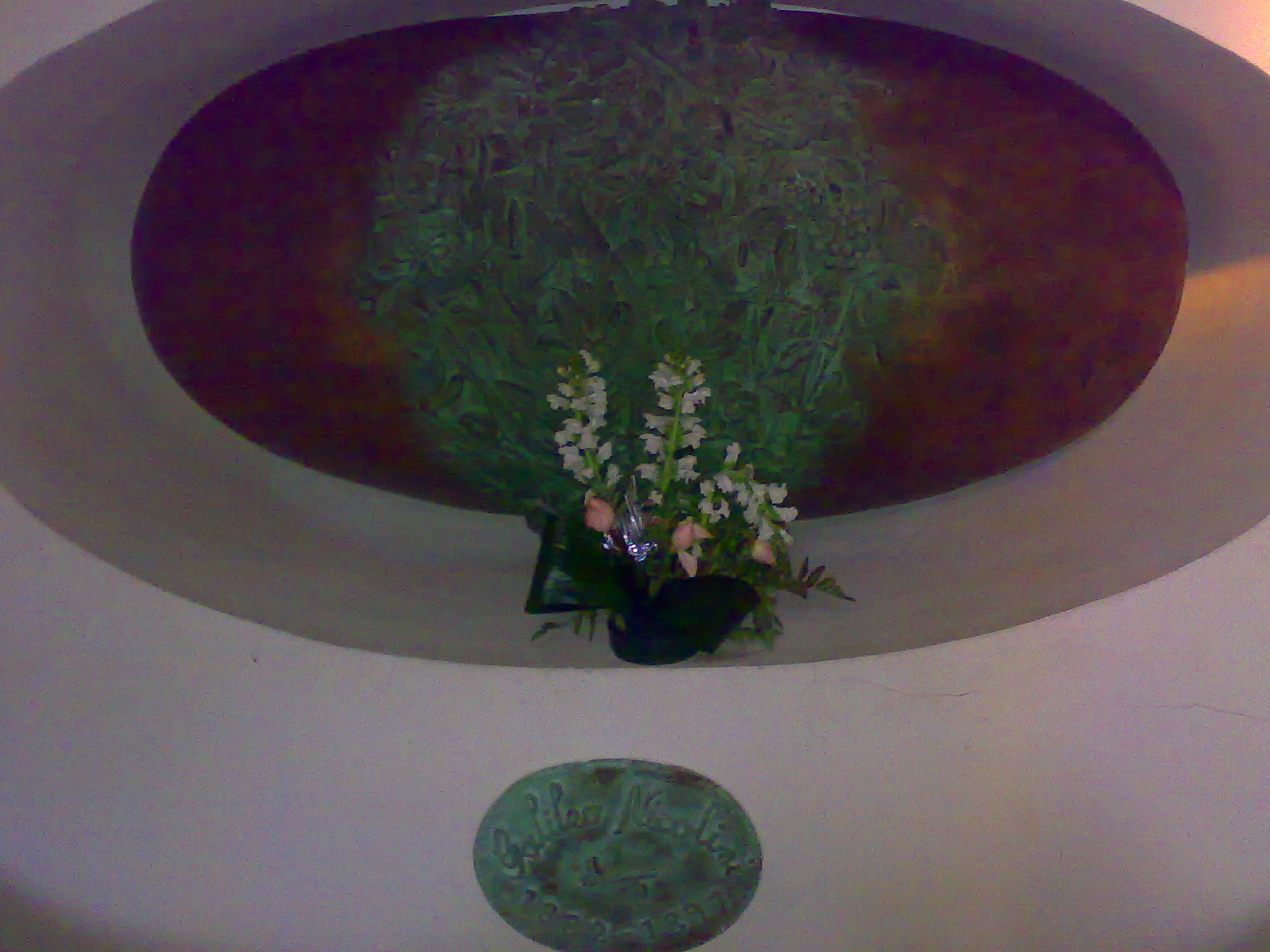
Urna bronzea del venerabile Galileo Nicolini, opera di Tito Amodei conservata nella cappella del Convento della Presentazione al Tempio di Monte Argentario.

Abbraccia giovanissimo la vocazione religiosa dopo aver seguito un corso di esercizi spirituali tenuto dai Padri Passionisti a Colli a Volturno. Tra il 1940 e il 1943, entra in seminario a Nettuno per gli studi ginnasiali e successivamente in noviziato presso il convento dei Passionisti di Monte Argentario dove assume il nome di Tito. Negli stessi anni compie privatamente, come autodidatta, anche le prime esperienze di scultura, pittura e disegno.
Pochi anni dopo si sposta a Firenze per gli studi teologici che si concluderanno a Roma nel 1953 con l'ordinazione sacerdotale, e a Fiesole, nel 1950, conosce il pittore Primo Conti con cui consolida nel tempo una duratura amicizia e che diventerà suo maestro all'Accademia di belle arti di Firenze tra il 1953 e il 1957. Risalgono sempre agli anni dell'accademia anche le frequentazioni, nella villa fiesolana di Conti, della scena artistica fiorentina e il progetto di una pubblicazione antologica sull'iconografia della Passione di Cristo nell'arte contemporanea che si concretizzerà nel 1962 con l'edizione di "50 artisti per la Passione".
Concluso il corso di studi, intraprende l'insegnamento umanistico nei licei della sua congregazione religiosa e parimenti l'attività espositiva che gli frutta i primi riconoscimenti (vince due edizioni del "Premio Costa d'Argento"). Fino al 1962, la sua produzione pubblica è ancora prevalentemente pittorica e confinata nell'ambito locale della provincia grossetana, ma risale all'estate del 1960 l'episodio della vita di Tito che fornisce a Giorgio Saviane lo spunto per il titolo della raccolta "La donna di legno" del 1979 e il soggetto di uno dei racconti che questa include: il minuto frate molisano rinviene sulla spiaggia di Orbetello un enorme tronco d'albero con cui realizza la sua prima scultura ("Il Grande Nudo", 1962-1964), un nudo di donna stilizzato dalla superficie nervosamente e minuziosamente scalpellata.
(Giorgio Saviane, "La donna di legno". Dal catalogo della mostra "Padre Tito - Pittura, Scultura", 1964. In Tito. Opere dal 1979 al 2005, op. cit., pp. 69-70)

## La prima produzione scultorea
Nel 1961, Amodei apre un proprio studio a Firenze e la sua produzione acquista una più precisa connotazione sia dal punto di vista stilistico che da quello ideale e valoriale come espresso nel saggio di introduzione alla succitata antologia sul tema della passione: il dichiarato impegno per la rinascita dell'arte sacra in chiave moderna come espressione indipendente «da ogni soggezione di canone o di maniera e dall'interferenze protettive e vincolanti della società, che gli agevolerà una più immediata rispondenza alle mozioni dello spirito» proprio in quanto "opera sacra" e non un «esclusivo e spicciolo mezzo di devozionale sollecitazione.».
Queste intenzioni si iniziano a cogliere, a partire dagli anni Sessanta, nella numerosa serie di "Deposizioni", sia dipinte che scolpite in legno o bronzo, e ne "Il Grande Nudo", tutte opere ancora chiaramente figurative, ma caratterizzate da una progressiva semplificazione del segno ed un'elevata tensione meditativa che «richiama da un lato gli espressionisti e dall'altra i neoprimitivisti alla Barlach». (Appella, 2005)
Nel 1964, alla "Mostra del Documentario d'arte" della Biennale di Venezia, viene presentato "Passione di Cristo nell'arte contemporanea", un documentario del 1963, - tratto dal volume "50 artisti per la Passione" - di cui Tito cura la sceneggiatura e la fotografia.
Sempre nel 1964, con le personali di Prato e Torino - che riporta in catalogo il racconto di Saviane - e la partecipazione alla "II Mostra Nazionale dell'Incisione Sacra" di Firenze, lo scultore molisano ottiene un primo riconoscimento a livello nazionale e viene inserito nei cataloghi "Scultura Italiana Contemporanea" del 1965 (a cura di Gabriele Mandel) e "Arte Contemporanea Italiana" del 1966 (con un testo di Luigi Servolini). Inizia in questi anni la piena attività espositiva e di committenza in Italia e all'estero.
Nel 1966 si trasferisce nell'attuale atelier, situato nel complesso del santuario della Scala Santa a Roma, nei locali che dovevano costituire originariamente la nuova cripta mai completata dell'edificio lateranense e che vengono successivamente riadattati per ospitare lo spazio artistico polivalente da lui promosso. Nell'aprile del 1970, con la mostra "Arazzi sulla Passione" di Enrico Accatino, viene inaugurato, accanto allo studio dello scultore, il Centro di Sperimentazione Artistica "Sala 1" e un teatro che svolgono tuttora attività culturali ed espositive nel campo dell'arte contemporanea.
Nel 1974 conosce il pittore cileno Sebastián Matta con cui realizza, a Roma, la mostra "Bella Ciao - Dare alla Vita una Luce". Nel dicembre 1975 organizza, negli spazi espositivi di Sala 1, una personale delle opere a soggetto sacro di Fritz Wotruba ("Wotruba e la dimensione sacra"), a pochi mesi dalla morte dello scultore austriaco.
Nel 1976 si tiene alla Sala 1, la personale "Tito - Le sculture". Alla carica drammatica espressa nelle "Deposizioni", si affianca, per la prima volta, il tema del gioco fantastico che sarà presente anche negli anni ottanta: composizioni in legno e bronzo in cui forme naturali dal significato simbolico (le mele, il pesce, l'uovo, il sole, l'uccello) sono incluse o imprigionate in architetture geometriche che, con i giochi di luce e ombra creati dagli elementi scultorei e i movimenti dell'osservatore, fanno "un uso espressivo della luce".

## Le grandi sculture
Nei primi anni Ottanta, le sue opere mostrano una crescente essenzialità come nella scultura-totem "Albero nuovo" del 1982. «Le mie ultime sculture (1983/84) – come dichiara l'artista, nel 1984,  a proposito delle ultime realizzazioni – segnano il punto di arrivo di venti anni di lavoro. (...) Ora è solo il segno che crea un'architettura e qualche volta si impone alla medesima. Ma è un segno che modellato in legno si fa corpo e come tale diventa luce in opposizione costante con la sua ombra, ottenendo un blocco serrato e libero insieme».
In occasione della mostra "Sculture di segni", tenutasi a Roma alla galleria Sala 1 nel 1985, diverrà più esplicita questa nuova concezione della scultura come segno ed architettura: si tratta di opere caratterizzate da una ripetizione ritmica e fitta di elementi lignei che domineranno la produzione di Tito fino al 1991. Come sottolinea Enrico Crispolti nel catalogo della mostra: «Per una decina d'anni, fra i primissimi Settanta e l'esordio degli Ottanta (…) Tito ha lavorato, sempre appunto in legno, su forme simboliche nel rapporto fra superfici ampie e puntualizzazioni di determinanti evidenze segnico-totemiche, ironiche, fantastiche, mitiche (...). Ora ogni simbolismo è invece caduto, in questa sua nuovissima scultura; il segno puro, assoluto, costruendovi nell'iterazione serrata e incalzante la propria struttura affermativa».
Nel 1987, espone, negli spazi di Sala 1, "La Grande Scultura", presentata nell'omonimo catalogo da Filiberto Menna. Nel 1990, in occasione della celebrazione del cinquecentenario della nascita di Ignazio di Loyola, realizza una decorazione in terracotta di trenta metri per l'abside della cappella del collegio Massimo all'EUR.
Nel 1991, al Palazzo dei Consoli di Gubbio, viene inaugurata la mostra itinerante "Le Grandi Sculture"  che prosegue fino al 1994. Nel 1995, ha luogo a Roma, presso la basilica dei Santi Giovanni e Paolo, una nuova mostra personale ("Semi della Forma, Ultime sculture"): la forma dell'uovo, quale archetipo simbolico, viene reinterpretata da Tito avvalendosi di materiali quali la terracotta, il legno, l'alluminio e il rame; le sculture, nelle intenzioni dell'artista, “dialogano ritmicamente” con le colonne di granito dell'imponente struttura architettonica della basilica.
Tra il 2002 e il 2005, realizza un altro importante lavoro di decorazione: un mosaico di 150 m² per la cripta del Santuario di Santa Maria Goretti a Nettuno. Nel 2004, realizza e colloca le stazioni per la Via Crucis nei Sassi di Matera.
Il 19 agosto 2014, in provincia di Perugia, inaugura la 28 edizione di "Scultori a Brufa, la strada del vino e dell'arte", dove vedrà prendere forma la sua più grande installazione scultorea dal titolo "Vibrazioni". Questa opera alta 6 metri e larga 2 è la prima opera in acciaio inox riproducente uno dei motivi ricorrenti nelle sue precedenti grandi sculture in legno.